# کامن رایدر دن-او: من متولد می‌شوم
کامن ریدر دن-او: من متولد می‌شوم (انگلیسی: Kamen Rider Den-O: I'm Born!) فیلمی در ژانر اکشن و علمی–تخیلی است که در سال ۲۰۰۷ اکران شد.